# 山津見神社

九曜（くよう）。 山津見神社の社紋。

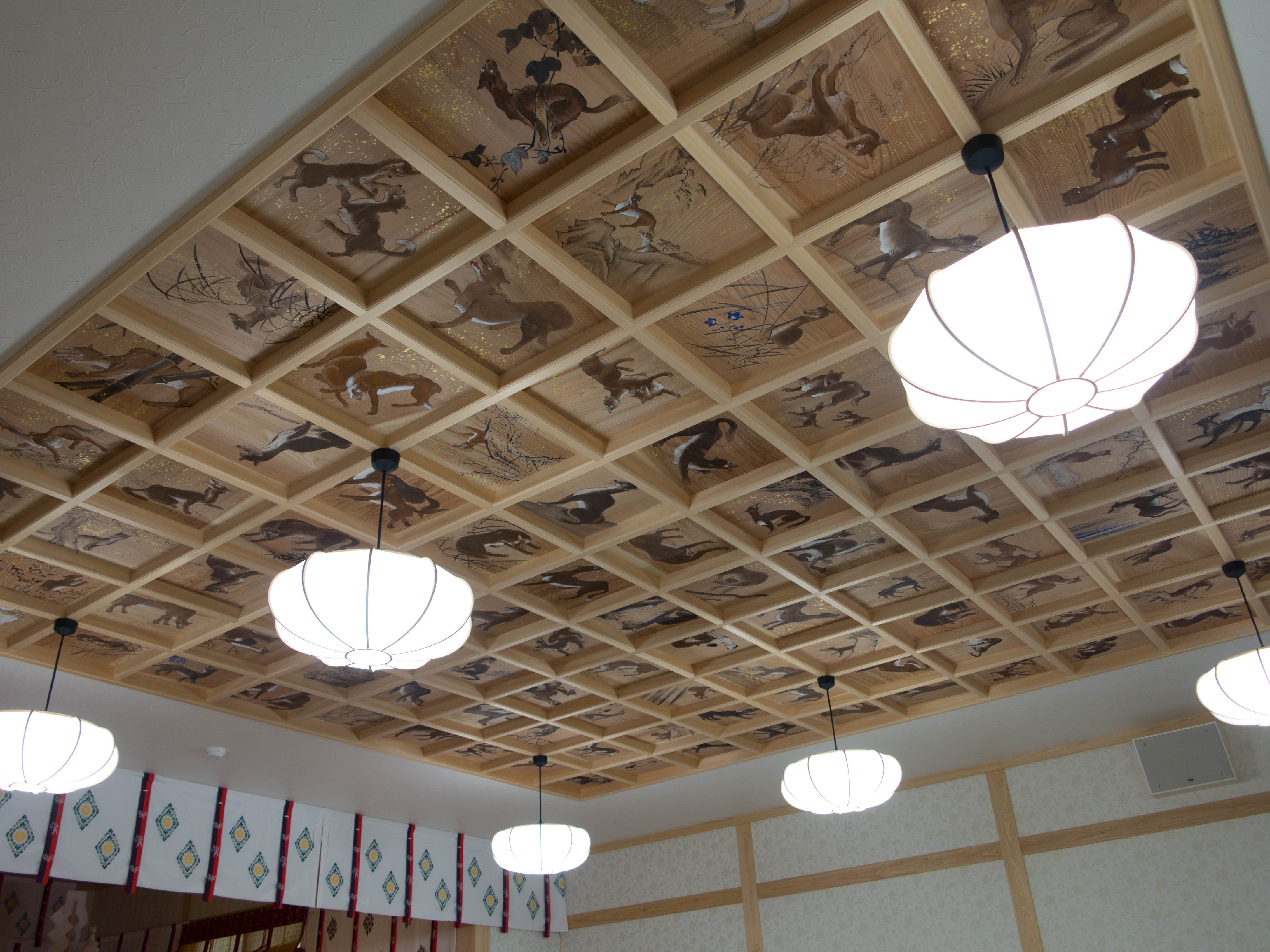
復元後の虎捕山津見神社拝殿の眷属絵画

山津見神社（やまつみじんじゃ）は、福島県相馬郡飯舘村に鎮座する神社。
別名虎捕山津見神社とも呼ばれる。

## 祭神
山の神である大山津見神を祀る。

## 由緒
由緒書によれば、後一条天皇の御代、真野の里に生まれ育ったという橘墨虎（たちばな の すみとら）という凶賊がいた。墨虎は人並み外れて体の大きく、また不思議な力を持っていた。また、いつも部下を引き連れては村落にやって来て民家から財物を奪っていたため、墨虎が村を通るときは人々は皆縮み上がり逃げ惑うという有様で、住民たちは困り果てていた。
墨虎は、霊山に物見台を設けて近隣を支配し、その勢力がますます強大なものになると、豪族たちも墨虎へ服従して朝廷の命令に従わないようになったという。
後冷泉天皇の御代である永承6年（1051年）、陸奥守・鎮守府将軍として源頼義が下向して掛田（現在の伊達市霊山町掛田付近）に陣を構えた時、人々が墨虎による被害を訴え、墨虎を退治して欲しいと哀願した。これに対して頼義は部下へ墨虎の討伐を命じた。
墨虎は霊山の地の利を生かし戦ったが遂に頼義の軍に敗れ、単身亘理へと逃亡した。しばらくするとまた霊山へと戻ってきて、山へ隠れては現れを繰り返したため、頼義も対応に困り果てていた。
ある夜、頼義の夢の中に山の神が現れ「もし墨虎を捕まえたいと思うなら、白狼の足跡を踏み追うといい」という神託を得た。頼義は直ちに臣下である藤原景道に墨虎の追跡を命じた。藤原景道は、里人である「菅野蔵人」と「今神助右エ門」を道案内役として山へと分け入り、険しい山嶺や荊棘の中を踏み分けて捜索をしていると、獣の足跡が一際突き立っている岩へと点々と続いているのを見つけた。その足跡を辿っていくと、岩のところにある穴に墨虎が潜んでいた。景道は「墨虎天罰免れるべからず。朝命の刃に伏せ」と叫び、逃げようとする墨虎へ短刀を投げつけたところ、短刀は墨虎の背中に刺さり腹へと刃が貫けたという。
墨虎が討伐されたことで近隣の人々は安堵し、頼義は夢で神託を下した山の神の威徳を感じて墨虎を討った山へ祠を設けて「虎捕山神」と称えて報賽したという。その後、霊山へ北畠顕家が城を築いた時も頼義の遺績を敬い、また、虎捕山神の威徳により戦勝を得ることがあったため篤く崇敬したという。
なお、墨虎が捕えられた山であったことから、祠の設けられた山は「虎捕山」と呼ばれ、山津見神社の鎮座地である佐須という地名は墨虎に短刀が”刺さる”ということに因んだものであるという。
山津見神社は「産業の神」・「交通安全の神」・「海上安全」・「豊漁の神」・「良縁結びの神」・「安産祈願・酒造・狩猟の神」など多くの神徳を持ち、そのため近隣の人々から信仰を集めている。また、山神の眷属とされる狼や白狼への信仰が篤く、火難盗難除の「御眷属」という神札の授与が行われている。

## 境内
- 境内には社務所があり、眷属の狼と白狼の石像、日本武尊像が置かれている。
- 社殿（拝殿・幣殿・本殿）
  - 社殿には神明造の本殿があるが、拝殿右手から虎捕山を650メートルほど登ったところに奥宮本殿が鎮座しており、神社ではそちらを「御本殿」としている。
  - 2013年（平成25年）4月1日に火災が発生し、社殿と宮司宅が焼失した。山頂の本殿は火災の起きた社殿から離れているため焼失を免れた。[1]

拝殿は2015年（平成27年）6月に再建された。計242枚のオオカミの天井絵が東京芸術大学の学生たちによって復元され、2016年（平成28年）10月に収められた。

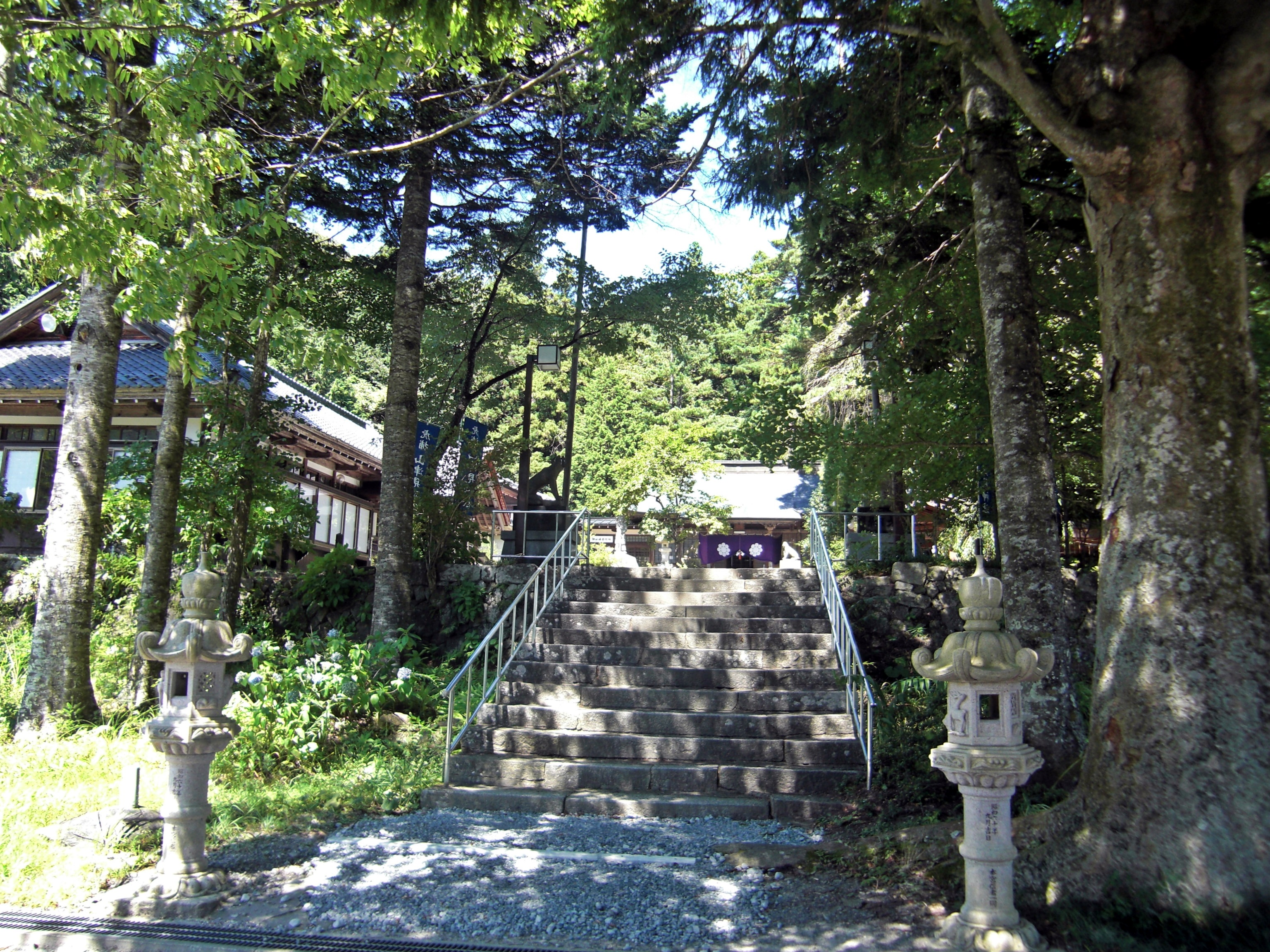
虎捕山津見神社 参道
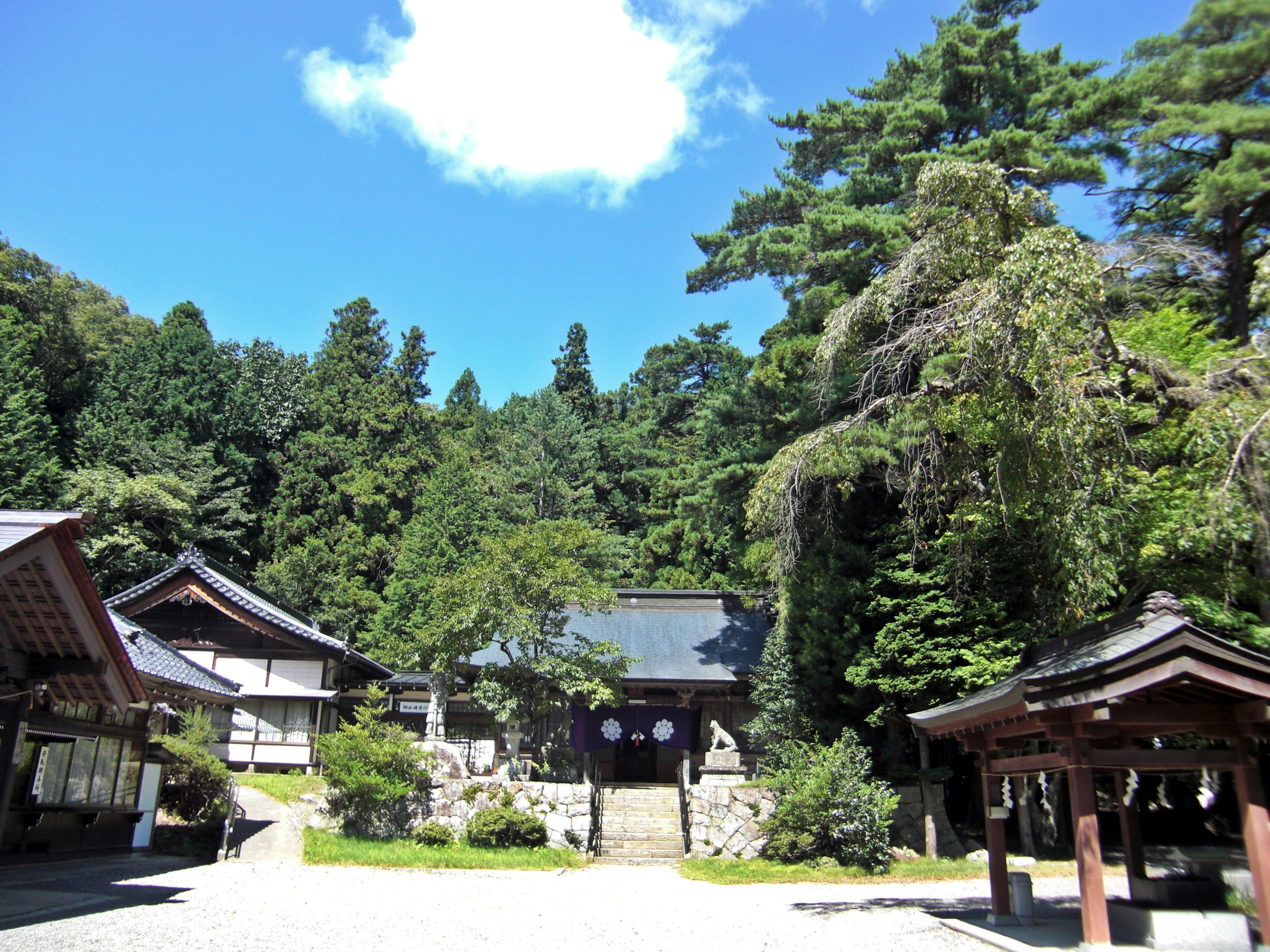
虎捕山津見神社 境内
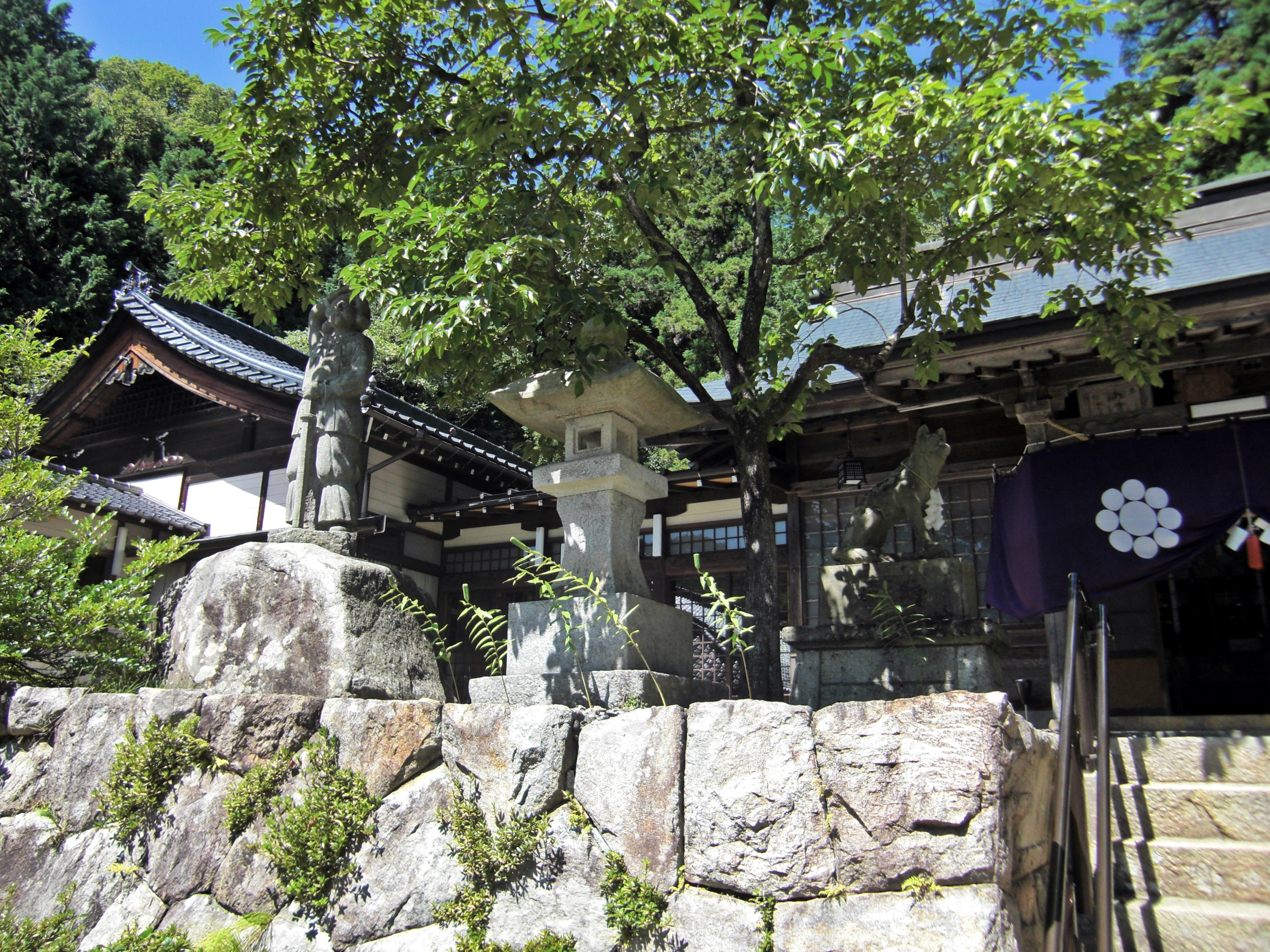
虎捕山津見神社 境内
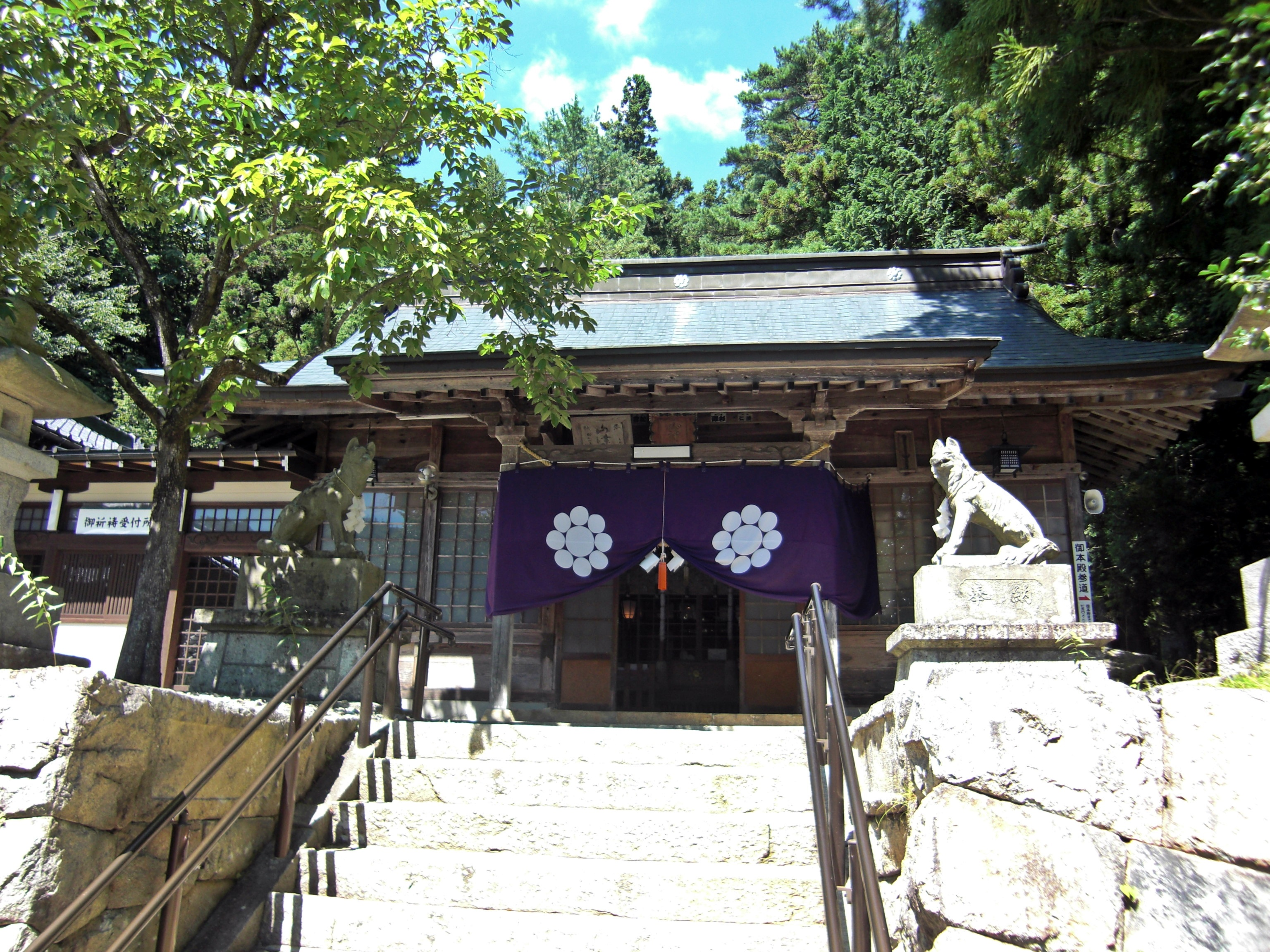
焼失前の虎捕山津見神社 拝殿
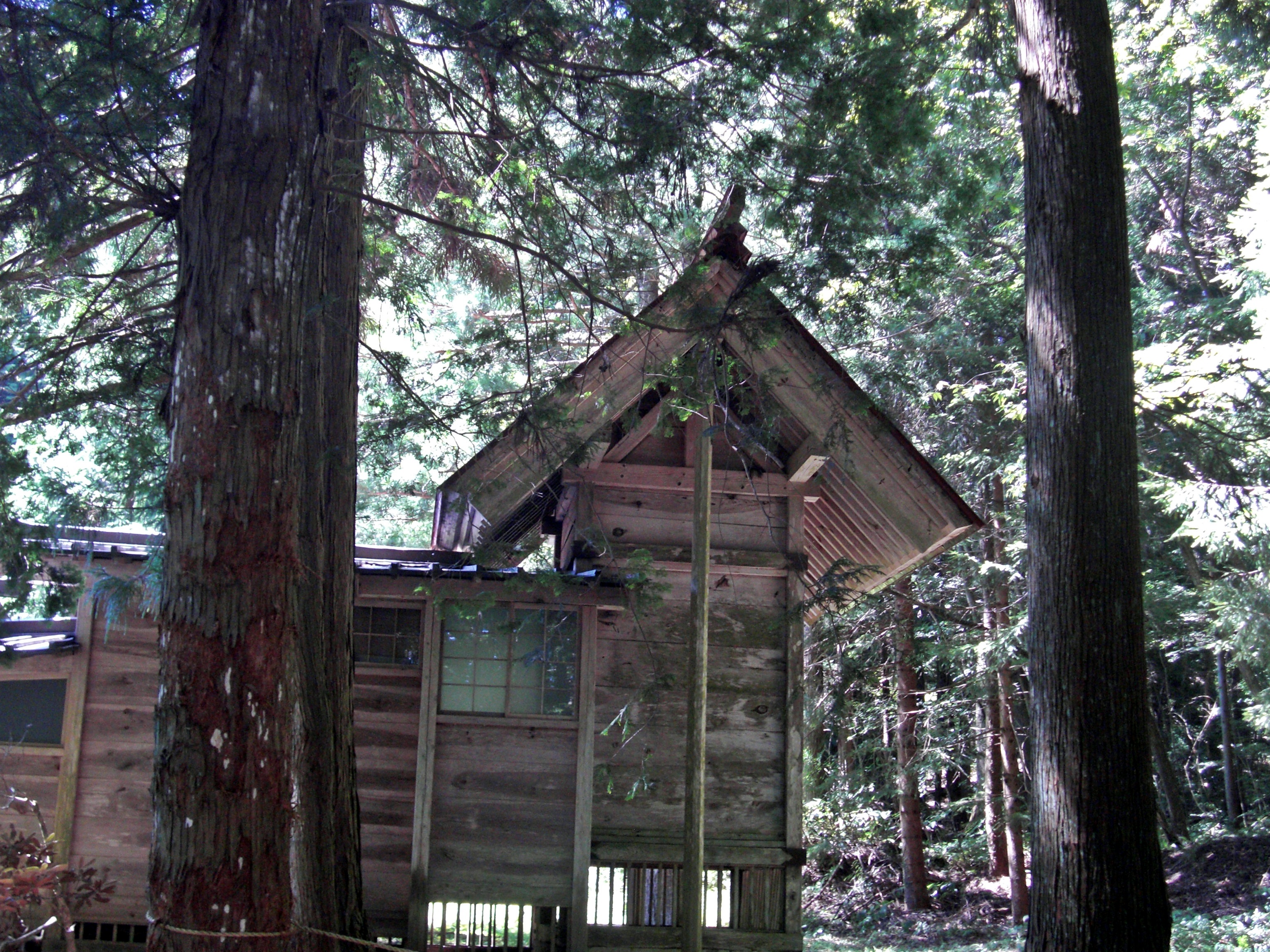
焼失前の虎捕山津見神社 本殿

- 拝殿の天井には、山津見神社の眷属とされる白狼や狼の231枚の絵が描かれている。

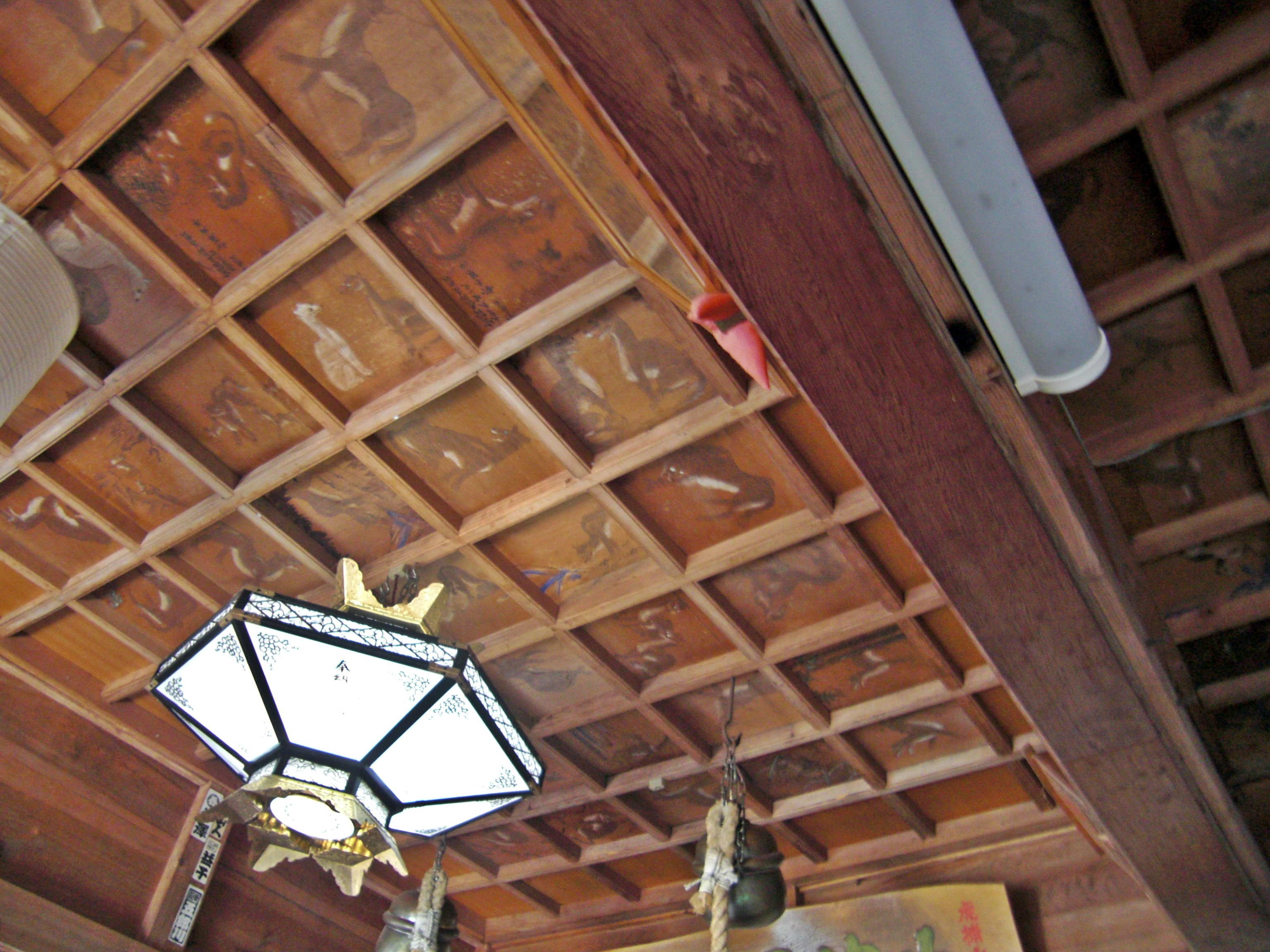
虎捕山津見神社拝殿の眷属絵画
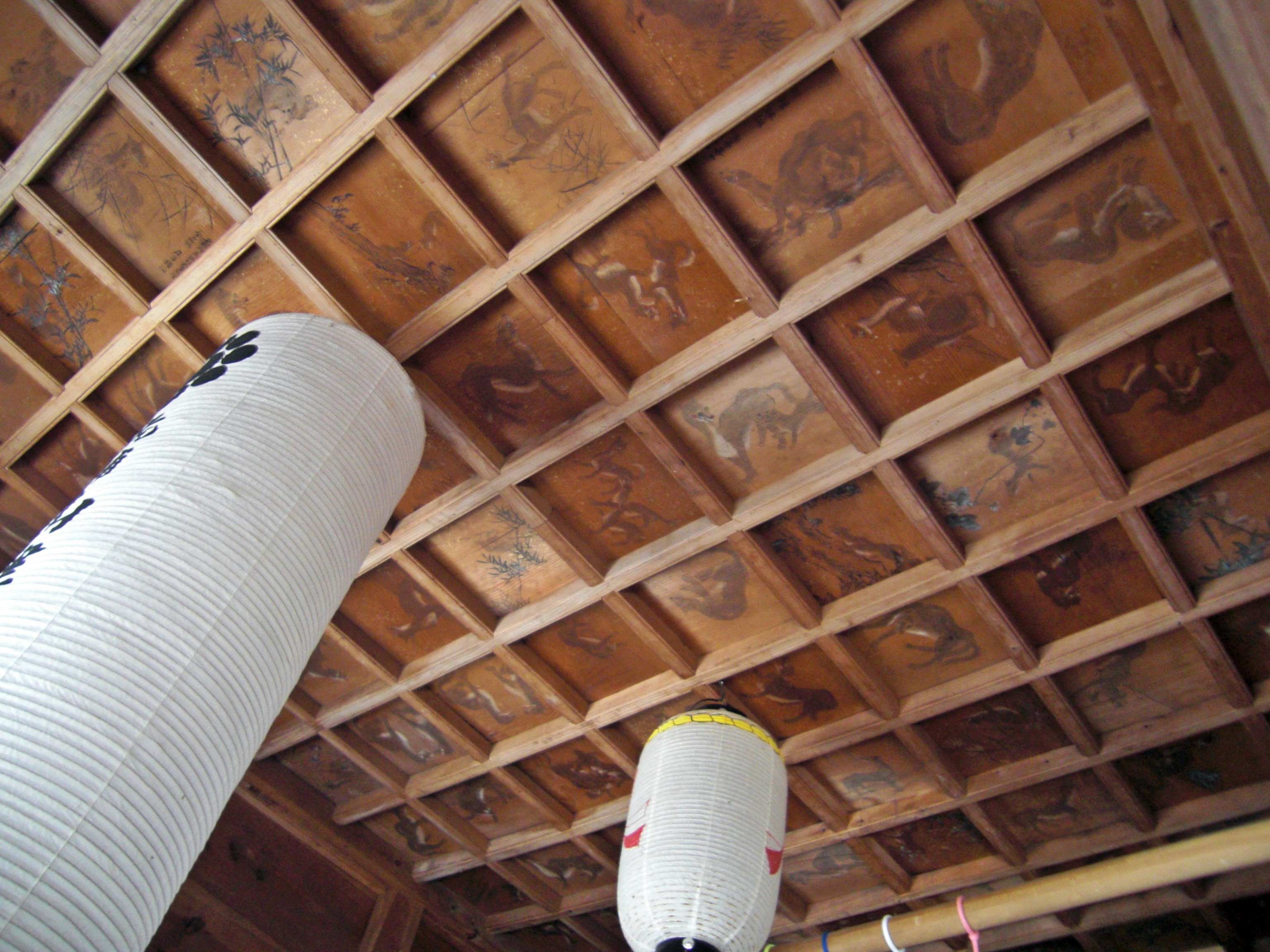
虎捕山津見神社拝殿の眷属絵画
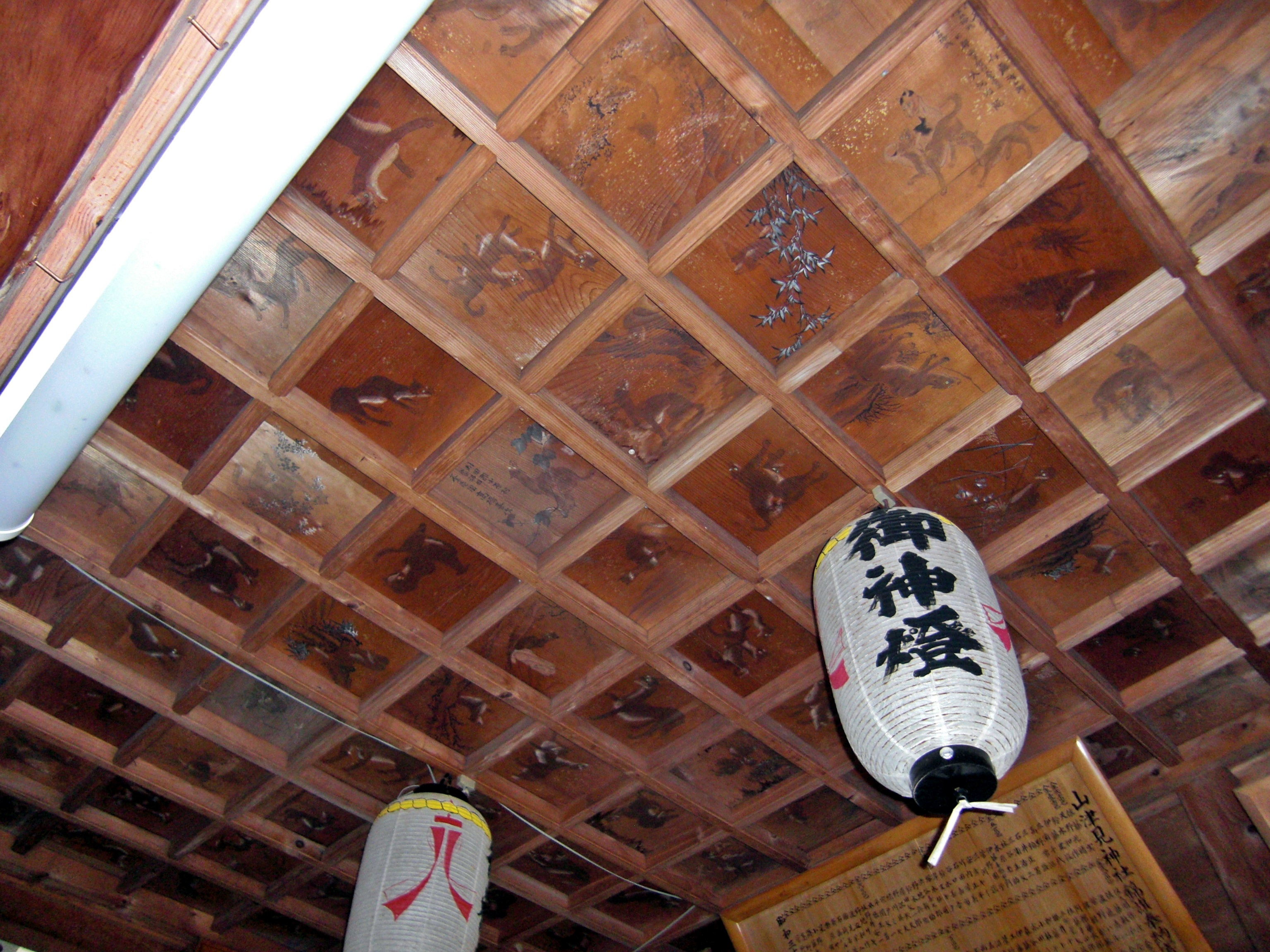
虎捕山津見神社拝殿の眷属絵画